# Prințul Franz Wilhelm al Prusiei
Prințul Franz Wilhelm al Prusiei (Franz Wilhelm Victor Christoph Stephan; n. 3 septembrie 1943) este un om de afaceri german și membru al Casei de Hohenzollern, fosta casă imperială a Germaniei și fosta casă regală a Prusiei. Din 1976 până în 1986 el a fost cunoscut drept Marele Duce Mihail Pavlovici al Rusiei., după căsătoria sa cu Maria Vladimirovna, Mare Ducesă a Rusiei. Ca descendent al împăratului Wilhelm al II-lea, el este și stră-stră-strănepot al reginei Victoria și văr de gradul patru cu Charles, Prinț de Wales. A avut un frate geamăn care a murit la mai puțin de o lună de la naștere.